# Detlef Orwat
Detlef Orwat (* 30. Juni 1950 in Berlin; † 24. Dezember 2020 ebenda) war ein deutscher Biologe und Politiker (CDU). Orwat besuchte das Ulrich-von-Hutten-Gymnasium in Berlin-Lichtenrade bis zum Abitur und studierte anschließend Biologie an der Freien Universität Berlin. 1976 wurde Orwat Referent des Ärztlichen Leiters am landeseigenen Krankenhaus Moabit. Am 9. Mai 1979 wurde Orwat zum Bezirksstadtrat für Gesundheit im Bezirksamt Reinickendorf von Berlin gewählt. Nach dem überraschenden Tod seines Amtsvorgängers Günter Birghan war er vom 1. September 1983 bis zum 2. März 1989 Bezirksbürgermeister von Berlin-Reinickendorf. Von 1991 bis Herbst 1998 war er Staatssekretär  in der Gesundheitsverwaltung von Berlin. Bis September 1999 war er Vorstandsvorsitzender des Trägervereines des Unfallkrankenhauses Berlin in Berlin-Biesdorf.
Danach war Orwat vom 1. November 1998 bis 2001 Staatssekretär unter Wirtschaftssenator Wolfgang Branoner.
Nach seinem Ausscheiden aus der Politik machte er sich als Unternehmer im Bereich Gesundheit (Detlef Orwat GmbH) selbständig.